# Luis Manrique
Luis Carlos Manrique Corso (* 8. September 1955 in Onzaga, Departamento de Santander) ist ein ehemaliger kolumbianischer Radrennfahrer.

## Sportliche Laufbahn
Manrique war Straßenradsportler und Teilnehmer der Olympischen Sommerspiele 1976 in Montreal. Im Mannschaftszeitfahren kam der Vierer aus Kolumbien mit Cristóbal Pérez, Álvaro Pachón Morales, Julio Rubiano und Luis Manrique auf den 23. Platz. Im olympischen Straßenrennen wurde er als 23. klassiert.
Bei den Panamerikanischen Spielen 1975 gewann er die Bronzemedaille im Mannschaftszeitfahren mit Álvaro Pachón Morales, José Jaime Galeano und Alfonso Flores Ortiz. 1978 holte er Bronze bei den Zentralamerika- und Karibikspielen im Einzelrennen und im Mannschaftszeitfahren. 1975 und 1979 siegte er im Etappenrennen Vuelta al Valle del Cauca. 1977 wurde er Zweiter der Vuelta Ciclista de Chile hinter Antonio Londoño und gewann eine Etappe im Clásico RCN und belegte den 7. Rang in der Gesamtwertung. 1978 wurde er Vize-Meister Kolumbiens im Straßenrennen. 1984 wurde erneut Zweiter. 1983 gewann er eine Etappe der Vuelta a Colombia.